# Aladí i la llàntia meravellosa
Aladí i la llàntia meravellosa és un conte de Les mil i una nits de gran èxit, fet que va propiciar adaptacions al cinema i al teatre. Entre elles: Aladdin and His Wonderful Lamp (versió de dibuixos animats amb Popeye de 1939); Les mil i una nits, pel·lícula de 1945; Aladdin, de Disney, adaptació de 1992, que va inspirar videojocs homònims; o Aladin et la lampe merveilleuse (1970).

## Argument
Un jove pobre és reclutat per un bruixot perquè li recuperi una llàntia màgica dins d'una cova plena de trampes i perills. Li dona com a ajuda un anell màgic. Aladí comença la cerca de la llàntia però queda atrapat dins la cova. Sense voler, frega l'anell i fa aparèixer un geni, que l'ajuda a sortir amb la llàntia. Aquesta llàntia conté un altre geni més poderós, que torna a Aladí ric i li permet casar-se amb la princesa.
El bruixot, però, no vol renunciar als seus propòsits i enganya la dona d'Aladí perquè li doni la llàntia. Amb la màgia del geni, trasllada el palau al seu país, des d'on vol regnar despòticament. Aladí fa servir l'anell i el geni menor, per recuperar la seva llar i viure en pau amb la seva estimada.

## Origen
La narració és un dels anomenats "contes orfes" de Les mil i una nits, és a dir, un dels contes que no formaven part de la compilació original de les Nits i que manquen d'original àrab, apareixent per primera vegada el 1710 en la versió francesa d'Antoine Galland, el primer traductor de l'obra. Al seu diari personal, que es conserva, Galland explica que el conte li va ser transmès pel rondallaire maronita Hanna Diyab, resident a París el 1709. Hom ignora fins a quin punt és d'origen popular sirià i fins a quin punt és una creació original de Diyab.
A la Biblioteca Nacional de França es conserven dos manuscrits àrabs amb versions suposadament antigues d'"Aladí", però l'autor de la primera edició crítica de les Nits, Muhsin Mahdi, ha mostrat que totes dues són traduccions a l'àrab del text de Galland. A causa de la manca de fonts àrabs, aquest conte no van ser inclòs en les edicions àrabs canòniques de les Nits, de manera que les traduccions i adaptacions actuals han de partir del text francès de Galland.

## Anàlisi
El conte original està ambientat a la Xina, encara que els caràcters tenen un comportament i descripció àrabs; probablement l'escenari es va triar per dotar de més exotisme la història. El tema principal és l'aventura i com es poden realitzar els desitjos. El conte té elements tradicionals: la màgia que permet salvar la classe social (amb matrimoni reial inclòs), l'enginy com a arma de progrés dels pobres, el malvat poderós que vol usar i enganyar l'heroi i la repetició d'episodis (com la duplicació de genis o escenes on es frega la llàntia). Si bé la llàntia és original d'aquest conte, l'anell amb poders és freqüent a altres històries medievals i modernes.